# Diplotomma
Diplotomma Flot.   (skorupowiec) – rodzaj grzybów z rodziny pałecznikowatych (Caliciaceae). Ze względu na współżycie z glonami zaliczany jest do porostów.

## Systematyka i nazewnictwo
Pozycja w klasyfikacji według Index Fungorum: Caliciaceae, Caliciales, Lecanoromycetidae, Lecanoromycetes, Pezizomycotina, Ascomycota, Fungi.
Synonim nazwy naukowej: Abacina Norman.

## Gatunki występujące w Polsce
- Diplotomma alboatrum (Hoffm.) Flot. 1849  – skorupowiec pstry, s. mączysty, s. topolowy, s. bliźniaczy, brunatka pstra, b. topolowa, b. bliźniacza, b. mączysta
- Diplotomma chlorophaeum (Hepp ex Leight.) Szatala 1956
- Diplotomma epipolium (Ach.) Arnold 1869 – skorupowiec skalny
- Diplotomma pharcidium (Ach.) M. Choisy 1950 – skorupowiec cienki, brunatka cienka
- Diplotomma venustum (Körb.) Körb. – skorupowiec okryty, brunatka okryta

Nazwy naukowe na podstawie Index Fungorum. Uwzględniono tylko gatunki zweryfikowane Lista gatunków według W. Fałtynowicza (nazwy polskie skorygowane do aktualnego nazewnictwa naukowego).